# Cornufer boulengeri
Espèce
Synonymes
- Platymantis boulengeri (Boettger, 1892)
- Platymantis rhipiphalcus Brown & Tyler, 1968

Statut de conservation UICN

 LC  : Préoccupation mineure
Cornufer boulengeri est une espèce d'amphibiens de la famille des Ceratobatrachidae.

## Répartition
Cette espèce est endémique de Nouvelle-Bretagne en Papouasie-Nouvelle-Guinée. Elle se rencontre du niveau de la mer à 1 500 m d'altitude.

## Description
Les femelles mesurent de 66,0 à 79,7 mm.

## Étymologie
Cette espèce est nommée en l'honneur de George Albert Boulenger.

## Publication originale
- Boettger, 1892 : Katalog der Batrachier-Sammlung im Museum der Senckenbergischen Naturforschenden Gesellshaft in Frankfurt am Main. Frankfurt am Main, Gebrüder Knauer, p. 1-73 (texte intégral).